# مونتيبونو
مونتيبونو؛ هي كومونا (بلدية) تقع في مقاطعة رييتي في منطقة لاتيوم الإيطالية، وتقع على بعد حوالي 50 كيلومتر (31 ميل) شمال روما وحوالي 20 كيلومتر (12 ميل) غرب رييتي.
وتقع مونتيبونو على حدود كلاً من البلديات التالية: كالفي ديل أومبريا، كوليفيتشيو، ماجليانو سابينا، تارانو، توري في سابينا.

## روابط خارجية
- الموقع الرسمي